# Every Beat of My Heart (canção)
"Every Beat of My Heart" é uma canção rhythm and blues composta por Johnny Otis. Foi primeiramente gravada em 1954 por seu grupo, The Royals (mais tarde conhecidos como The Midnighters). Em 1961 Gladys Knight & the Pips gravaram a canção para seu single pela gravadora  Vee-Jay. Foi o primeiro de onze singles lançados pelo grupo a conseguir o número um na parada R&B/soul. Foi também o primeiro top ten do grupo na Billboard Hot 100. "Every Beat of My Heart" foi primeiramente gravado para a gravadora Huntom (creditado apenas como The Pips), que posteriormente vendeu o master para a Vee-Jay. Na época do lançamento da canção, os Pips estavam na gravadora Fury onde eles regravaram a canção sem piano. Em uma ocorrência pouco usual, a gravação da Fury desta canção também alcanõu o Top 20 nas paradas R&B e também na Hot 100.
James Brown gravou uma versão instrumental de "Every Beat of My Heart" com sua banda como Lado-B do single de 1963 "Like a Baby" e atingiu o número 99 da parada Pop.